# Фошное
Фошное — деревня в Красногорском районе Брянской области России. Входит в состав Колюдовского сельского поселения.

## География
Деревня находится в западной части Брянской области, в зоне хвойно-широколиственных лесов, в пределах восточной окраины Полесской низменности, при автодороге 15К-1507, на расстоянии примерно 15 км (по прямой) к северо-западу от посёлка городского типа Красная Гора, административного центра района. Абсолютная высота — 146 м над уровнем моря.

### Климат
Климат характеризуется как умеренно континентальный. Среднегодовая многолетняя температура воздуха составляет 10 °С. Средняя температура воздуха самого тёплого месяца (июля) — 23,9 °C (абсолютный максимум — 32 °C); самого холодного (января) — −3,8 °C (абсолютный минимум — −25 °C). Безморозный период длится в среднем 170—190 дней. Среднегодовое количество атмосферных осадков составляет 550—600 мм.

### Часовой пояс
Деревня Фошное, как и вся Брянская область, находится в часовой зоне МСК (московское время). Смещение применяемого времени относительно UTC составляет +3:00.

## История
Возникла не позднее XVIII века в составе Рогачевского уезда Могилевской губернии; в начале 1920-х годов передана в состав Красногорской волости Клинцовского уезда. До начала XX века была известна производством телег и бондарным ремеслом. С 1919 по 2005 - центр Фошнянского сельсовета. СХПК "Фошное"

## Население
| 2010 | 2013 |
| ---- | ---- |
| 248  | ↗249 |

### Национальный состав
690 человек (1897), в национальной структуре населения русские составляли 95 % из 296 человек (2002).